# Bela Noite para Voar
Bela Noite para Voar é um filme brasileiro de 2009, do gênero drama histórico-biográfico, escrito e dirigido por Zelito Viana, baseado no livro homônimo de Pedro Rogério Moreira.

## Sinopse
O filme acompanha um dia da vida do ex-presidente Juscelino Kubitschek, incluindo reuniões ainda no Palácio do Catete (antes da inauguração de Brasília) e viagens pelo país, além de encontros com sua amante em Belo Horizonte. Enquanto isso, um golpe de Estado contra ele se arma nos bastidores.

## Elenco
- José de Abreu .... presidente Juscelino Kubitschek
- Mariana Ximenes .... Princesa, amante do presidente
- Marcos Palmeira .... deputado federal Carlos Lacerda
- Julia Lemmertz .... Letícia Lacerda, esposa de Carlos Lacerda
- Paulo Ascensão .... Assessor de JK
- Tadeu Di Pyetro .... Brigadeiro Botafogo
- Cecil Thiré .... Marechal Lott, ministro da Guerra
- Felipe Wagner .... Coronel Fiúza
- Cássio Scapin .... Jânio Quadros, governador de São Paulo
- Nizo Neto .... Tenente Estopim
- André Barros .... coronel Affonso
- Henrique Pires .... coronel Anselmo
- Emílio de Mello .... Oscar Niemeyer
- João Vicente Goulart .... vice-presidente João Goulart
- Edgar Amorim .... Renato
- Cacá Amaral .... Geraldo
- Kátia d'Angelo ....  primeira-dama, d. Sarah Kubitschek
- Alexandre Borges ....  Ministro da Fazenda
- Wolf Maya ....  Deputado Ultimo de Carvalho
- Lupe Gigliotti .... Cuidadora das crianças com coqueluche
- Júlio Braga .... Copiloto do avião presidencial
- Alexandre Moreno ....  Motorista Geraldo
- Iran Malfitano .... Presidente da UNE
- David Pinheiro .... Celso
- Augusto Garcia .... Repórter BH II
- Gustavo Gasparani  .... Andreis
- Luís Nicolau  .... Lorpa
- Chico Silva .... Prefeito